# Kathryn Hess
 (mars 2024).
Pour les articles homonymes, voir Hess.
Kathryn Hess est une mathématicienne qui est connue pour ses travaux en théorie de l'homotopie, théorie des catégories et en topologie algébrique, pures et appliquées. En particulier, elle applique les méthodes de la topologiques algébrique pour mieux comprendre la neurologie, la biologie du cancer et la science des matériaux. Elle est professeure ordinaire (le plus haut rang) à l'École polytechnique fédérale de Lausanne (EPFL) depuis 2019.

## Biographie
Kathryn Hess naît le 21 septembre 1967 à Bryn Mawr, aux États-Unis. 
Elle commence à s'intéresser aux mathématiques en 1979 grâce au Mathematical Talent Development Project et à l'Association for High Potential Children, tous deux fondés par ses parents. Après une licence de mathématiques de l'université du Wisconsin à Madison, elle obtint son doctorat en mathématiques au Massachusetts Institute of Technology en 1989 sous la direction de David J. Anick, avec une thèse intitulée A Proof of Ganea's Conjecture for Rational Spaces,.
Elle est mariée et mère de quatre enfants.

## Travaux
Kathryn Hess a réalisé de nombreux travaux en topologie algébrique, et notamment en théorie de l'homotopie, sur les catégories de modèles et en K-théorie algébrique. Elle a également utilisé des techniques de topologie algébrique et de théorie des catégories pour étudier des problèmes de descente et d'extensions de Hopf-Galois. Elle a en particulier généralisé ces structures aux spectres en anneaux et aux algèbres différentielles graduées. Depuis 2015, elle collabore avec le projet Blue Brain en utilisant la topologie algébrique pour étudier des problèmes de neurologie et de science des matériaux.

## Prix
En 2013, Kathryn Hess a reçu la Polysphère d'Or pour récompenser son enseignement à l'EPFL. Elle devient membre individuelle de l'Académie suisse des sciences techniques en 2016. L'année suivante, en 2017, elle fut nommée fellow de l'American Mathematical Society pour ses « contributions à la théorie de l'homotopie, ses applications de la topologie à l'analyse de données biologiques, et son service à la communauté mathématique ». Également en 2017, elle fut distinguée en tant qu'oratrice par la Société mathématique européenne.